# Górki (powiat przasnyski)
Górki – wieś w Polsce, w województwie mazowieckim, w powiecie przasnyskim, w gminie Czernice Borowe. Ma status sołectwa.
Do 2023 miejscowość była przysiółkiem wsi Miłoszewiec.
W latach 1975–1998 przysiółek administracyjnie należał do województwa ciechanowskiego.